# خانه فیلبان‌زاده
خانه فیلبان زاده مربوط به دوره قاجار است و در دزفول، محله مجدیان واقع شده و این اثر در تاریخ ۱۷ اسفند ۱۳۸۱ با شمارهٔ ثبت ۷۸۹۳ به‌عنوان یکی از آثار ملی ایران به ثبت رسیده است.